# Province del Sudafrica

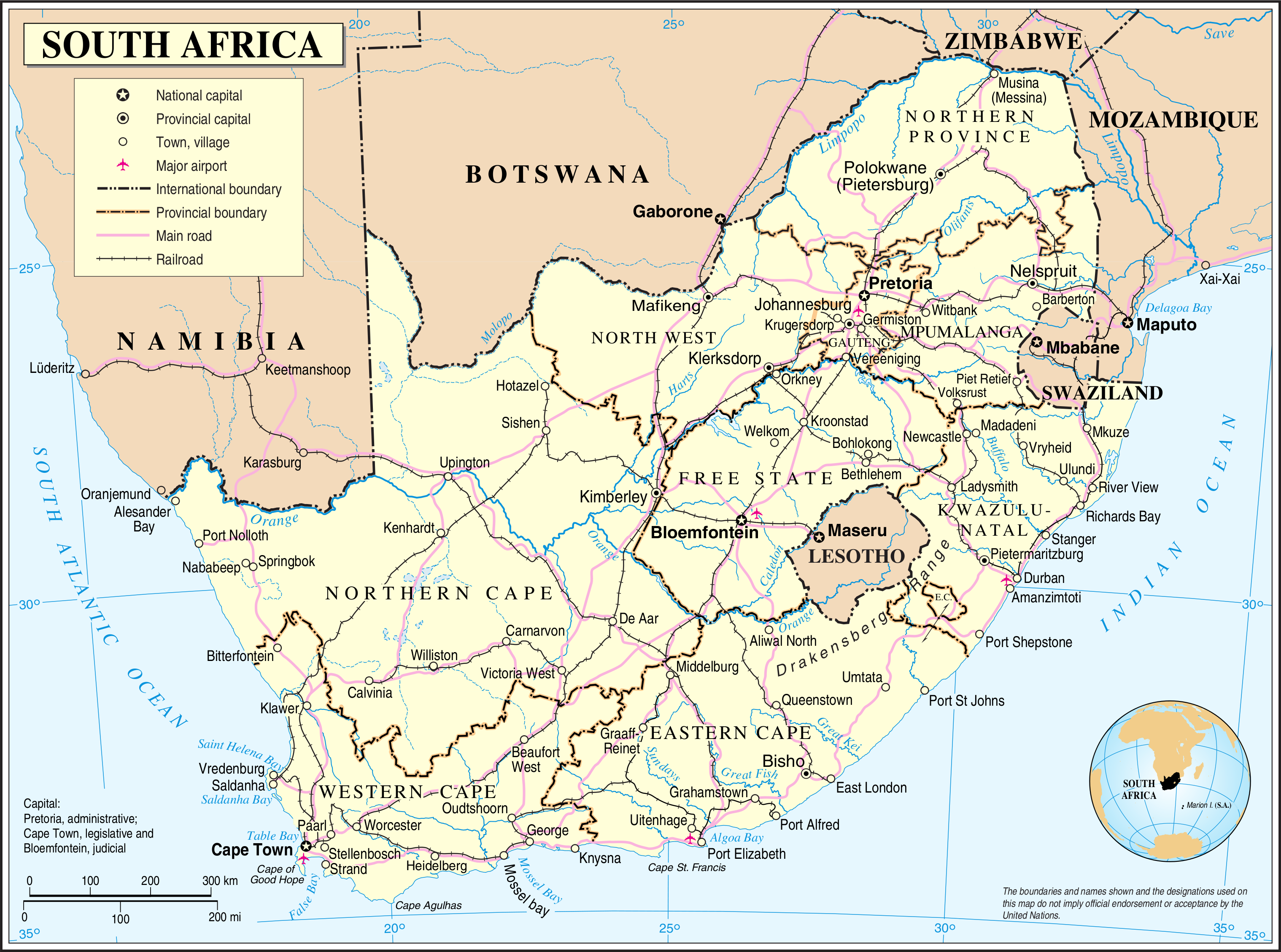
Province del Sudafrica

Le province del Sudafrica sono la suddivisione territoriale di primo livello del Paese e sono pari a 9. Ciascuna di esse si articola ulteriormente in distretti.

## Lista
| Mappa | Bandiera | Provincia                         | Capoluogo        | Popolazione (2011) | Superficie (km²) |
| ----- | -------- | --------------------------------- | ---------------- | ------------------ | ---------------- |
|       |          | Provincia del Capo Occidentale    | Città del Capo   | 5 822 734          | 129 462          |
|       |          | Provincia del Capo Orientale      | Bhisho           | 6 562 053          | 168 966          |
|       |          | Provincia del Capo Settentrionale | Kimberley        | 1 145 861          | 372 889          |
|       |          | Stato libero                      | Bloemfontein     | 2 745 590          | 129 825          |
|       |          | Gauteng                           | Johannesburg     | 12 272 263         | 18 178           |
|       |          | KwaZulu-Natal                     | Pietermaritzburg | 10 267 300         | 94 361           |
|       |          | Provincia del Limpopo             | Polokwane        | 5 404 868          | 125 754          |
|       |          | Mpumalanga                        | Mbombela         | 4 039 939          | 76 495           |
|       |          | Provincia del Nordovest           | Mahikeng         | 3 509 953          | 104 882          |

## Evoluzione storica

### Dal 1910 al 1976
Nel 1910, a seguito della costituzione dell'Unione Sudafricana, l'organizzazione territoriale del Paese si basava quattro province.
| Mappa | Provincia                                | Capoluogo        |
| ----- | ---------------------------------------- | ---------------- |
|       | Provincia del Capo di Buona Speranza     | Città del Capo   |
|       | Natal                                    | Pietermaritzburg |
|       | Provincia dello Stato Libero dell'Orange | Bloemfontein     |
|       | Transvaal                                | Pretoria         |

### Dal 1976 al 1994

#### Province
Nel 1976, i confini delle quattro province furono modificati allo scopo di far posto ai bantustan, stati nazionali de jure istituiti per confinare le diverse etnie del Paese, in accordo con la politica generale dell'apartheid messa in atto dal governo della minoranza bianca.
| Localizzazione | Provincia                                | Popolazione (1991) | Superficie (km²) |
| -------------- | ---------------------------------------- | ------------------ | ---------------- |
|                | Provincia del Capo di Buona Speranza     | 5 514 413          | 721 001          |
|                | Natal                                    | 2 074 513          | 86 967           |
|                | Provincia dello Stato Libero dell'Orange | 1 929 369          | 129 152          |
|                | Transvaal                                | 8 630 016          | 283 917          |

#### Bantustan
I bantustan erano pari a 10.
| Localizzazione | Bandiera | Bantustan      | Capoluogo      | Popolazione (1994) | Superficie (km²) |
| -------------- | -------- | -------------- | -------------- | ------------------ | ---------------- |
|                |          | Bophuthatswana | Mmabatho       | 2 190 000          | 40 011           |
|                |          | Ciskei         | Bhisho         | 870 000            | 8 100            |
|                |          | Gazankulu      | Giyani         | 820 000            | 7 484            |
|                |          | KaNgwane       | Louieville     | 760 000            | 3 917            |
|                |          | KwaNdebele     | Siyabuswa      | 650 000            | 2 208            |
|                |          | KwaZulu        | Ulundi         | 5 600 000          | 36 074           |
|                |          | Lebowa         | Lebowakgomo    | 3 100 000          | 21 833           |
|                |          | QwaQwa         | Phuthaditjhaba | 360 000            | 1 040            |
|                |          | Transkei       | Umtata         | 3 390 000          | 43 654           |
|                |          | Venda          | Thohoyandou    | 610 000            | 6 807            |

Bantustan del Sudafrica

Nel 1976, l'homeland di Transkei dichiarò l'indipendenza dal Sudafrica, anche se l'indipendenza non venne mai riconosciuta da altre nazioni. Altre tre altre homeland, tuttavia, seguirono l'esempio: nel 1977 Bophuthatswana, nel 1979 Venda e nel 1981 Ciskei.
Nel 1994, infine, il Sudafrica è stato diviso in nove province. Le ex homeland vennero reintegrate nella Repubblica in vista delle elezioni generali dell'aprile 1994, che posero fine al regime dell'apartheid.